# Csehszlovákia az 1976. évi nyári olimpiai játékokon
Csehszlovákia a kanadai Montréalban megrendezett 1976. évi nyári olimpiai játékok egyik részt vevő nemzete volt. Az országot az olimpián 16 sportágban 163 sportoló képviselte, akik összesen 8 érmet szereztek.

## Érmesek
| Érem  | Versenyző                                                      | Sportág       | Versenyszám            |
| ----- | -------------------------------------------------------------- | ------------- | ---------------------- |
| Arany | Anton Tkáč                                                     | Kerékpározás  | Férfi egyéni sprint    |
| Arany | Josef Panáček                                                  | Sportlövészet | Skeet                  |
| Ezüst | Vítězslav Mácha                                                | Birkózás      | Kötöttfogás, 74 kg     |
| Ezüst | Jiří Adam Jan Bártů Bohumil Starnovský                         | Öttusa        | Csapat                 |
| Bronz | Helena Fibingerová                                             | Atlétika      | Női súlylökés          |
| Bronz | Oldřich Svojanovský Pavel Svojanovský Ludvík Vébr              | Evezés        | Férfi kormányos kettes |
| Bronz | Jaroslav Hellebrand Vladek Lacina Zdeněk Pecka Václav Vochoska | Evezés        | Férfi négypárevezős    |
| Bronz | Jan Bártů                                                      | Öttusa        | Férfi egyéni           |

## Atlétika
Férfi
| Versenyző      | Versenyszám    | Előfutam | Előfutam | Előfutam | Elődöntő | Elődöntő | Elődöntő | Döntő   | Döntő    |
| Versenyző      | Versenyszám    | Idő      | Hely.    | Össz.    | Idő      | Hely.    | Össz.    | Idő     | Helyezés |
| -------------- | -------------- | -------- | -------- | -------- | -------- | -------- | -------- | ------- | -------- |
| Jozef Plachý   | 800 m          | 1:48,63  | 4.       | 25.      | kiesett  | kiesett  | kiesett  | kiesett | kiesett  |
| Dušan Moravčík | 3000 m akadály | 8:41,95  | 11.      | 19.      |          |          |          | kiesett | kiesett  |

| Versenyző       | Versenyszám   | Selejtező | Selejtező | Döntő    | Döntő    |
| Versenyző       | Versenyszám   | Eredmény  | Helyezés  | Eredmény | Helyezés |
| --------------- | ------------- | --------- | --------- | -------- | -------- |
| Jiří Vyčichlo   | Hármasugrás   | 16,54 m   | 6.        | 16,28 m  | 9.       |
| Jaroslav Brabec | Súlylökés     | 19,80 m   | 7.        | 19,62 m  | 11.      |
| Ludvík Daněk    | Diszkoszvetés | 60,44 m   | 14.       | 61,28 m  | 9.       |
| Josef Šilhavý   | Diszkoszvetés | 60,82 m   | 12.       | 58,42 m  | 13.      |

| Versenyző     | Versenyszám | 100 m | 100 m | Távolugrás | Távolugrás | Súlylökés | Súlylökés | Magasugrás | Magasugrás | 400 m | 400 m | 110 m gát | 110 m gát | Diszkoszvetés | Diszkoszvetés | Rúdugrás | Rúdugrás | Gerelyhajítás | Gerelyhajítás | 1500 m  | 1500 m | Végeredmény | Végeredmény |
| Versenyző     | Versenyszám | Idő   | Pont  | Eredmény   | Pont       | Eredmény  | Pont      | Eredmény   | Pont       | Idő   | Pont  | Idő       | Pont      | Eredmény      | Pont          | Eredmény | Pont     | Eredmény      | Pont          | Idő     | Pont   | Pont        | Helyezés    |
| ------------- | ----------- | ----- | ----- | ---------- | ---------- | --------- | --------- | ---------- | ---------- | ----- | ----- | --------- | --------- | ------------- | ------------- | -------- | -------- | ------------- | ------------- | ------- | ------ | ----------- | ----------- |
| Luděk Pernica | Tízpróba    | 11,40 | 774   | 697 cm     | 807        | 13,58 m   | 703       | 194 cm     | 749        | 50,37 | 798   | 15,07     | 841       | 40,22 m       | 669           | 440 cm   | 731      | 55,26 m       | 667           | 4:22,30 | 796    | 7535        | 13.         |

Női
| Versenyző            | Versenyszám | Előfutam | Előfutam | Előfutam | Elődöntő | Elődöntő | Elődöntő | Döntő   | Döntő    |
| Versenyző            | Versenyszám | Idő      | Hely.    | Össz.    | Idő      | Hely.    | Össz.    | Idő     | Helyezés |
| -------------------- | ----------- | -------- | -------- | -------- | -------- | -------- | -------- | ------- | -------- |
| Jozefína Čerchlanová | 800 m       | 2:02,36  | 4.       | 17.      | kiesett  | kiesett  | kiesett  | kiesett | kiesett  |

| Versenyző               | Versenyszám | Selejtező                | Selejtező                | Döntő    | Döntő    |
| Versenyző               | Versenyszám | Eredmény                 | Helyezés                 | Eredmény | Helyezés |
| ----------------------- | ----------- | ------------------------ | ------------------------ | -------- | -------- |
| Věra Bradáčová          | Magasugrás  | 175 cm                   | 25.*                     | kiesett  | kiesett  |
| Milada Karbanová        | Magasugrás  | 180 cm                   | 18.**                    | 181 cm   | 19.      |
| Mária Faithová-Mračnová | Magasugrás  | 180 cm                   | 16.*                     | 189 cm   | 4.       |
| Jarmila Nygrýnová       | Távolugrás  | 641 cm                   | 6.                       | 654 cm   | 6.       |
| Šuranová Kucman Éva     | Távolugrás  | érvényes kísérlet nélkül | érvényes kísérlet nélkül | kiesett  | kiesett  |
| Helena Fibingerová      | Súlylökés   |                          |                          | 20,67 m  |          |

* - egy másik versenyzővel azonos eredményt ért el

** - két másik versenyzővel azonos eredményt ért el

## Birkózás
Kötöttfogású
| Versenyző       | Versenyszám | 1. forduló                           | 2. forduló                       | 3. forduló                  | 4. forduló                         | 5. forduló                 | 6. forduló        | Döntő                                                                                        | Helyezés |
| Versenyző       | Versenyszám | Ellenfél Eredmény                    | Ellenfél Eredmény                | Ellenfél Eredmény           | Ellenfél Eredmény                  | Ellenfél Eredmény          | Ellenfél Eredmény | Ellenfél Eredmény                                                                            | Helyezés |
| --------------- | ----------- | ------------------------------------ | -------------------------------- | --------------------------- | ---------------------------------- | -------------------------- | ----------------- | -------------------------------------------------------------------------------------------- | -------- |
| Josef Krysta    | 57 kg       | Joseph Sade (USA) · kétvállas        | Kraszimir Sztefanov (BUL) · 16-9 | Szuga Josima (JPN) · 6-9    | Mihai Boţilă (ROU) · 0-12          | kiesett                    |                   | kiesett                                                                                      | 8.       |
| Vítězslav Mácha | 74 kg       | Klaus-Peter Göpfert (GDR) · kizárták | Brian Renken (CAN) · kizárták    | Janko Sopov (BUL) · 12-2    | Mikko Huhtala (FIN) · 4-3          | erőnyerő                   |                   | 1. mérkőzés · Karl-Heinz Helbing (FRG) · kizárták · 2. mérkőzés · Anatolij Bikov (URS) · 3-7 |          |
| Miroslav Janota | 82 kg       | Ibrahim Diop (SEN) · kizárták        | Hegedűs Csaba (HUN) · 10-4       | André Bouchoule (FRA) · 7-2 | Vlagyimir Csebokszarov (URS) · 3-8 | Momir Petković (YUG) · 2-8 | kiesett           | kiesett                                                                                      | 5.       |

Szabadfogású
| Versenyző   | Versenyszám | 1. forduló                 | 2. forduló                             | 3. forduló                            | 4. forduló                            | 5. forduló                     | Döntő             | Helyezés    |
| Versenyző   | Versenyszám | Ellenfél Eredmény          | Ellenfél Eredmény                      | Ellenfél Eredmény                     | Ellenfél Eredmény                     | Ellenfél Eredmény              | Ellenfél Eredmény | Helyezés    |
| ----------- | ----------- | -------------------------- | -------------------------------------- | ------------------------------------- | ------------------------------------- | ------------------------------ | ----------------- | ----------- |
| Dan Karabin | 74 kg       | Yakup Topuz (TUR) · 16-3   | Ju Dzsegvon (Yu Jae-Gwon) (KOR) · 16-6 | Kiro Ristov (YUG) · feladta (sérülés) | Stanley Dziedzic (USA) · visszalépett | kiesett                        | kiesett           | helyezetlen |
| Petr Drozda | 100 kg      | Tore Hem (NOR) · kétvállas | Robert N'Diaye (SEN) · kétvállas       | Daniel Verník (ARG) · kétvállas       | Ivan Jarigin (URS) · kétvállas        | Dimo Kosztov (BUL) · kétvállas | kiesett           | 5.          |

## Cselgáncs
| Versenyző      | Versenyszám | Csoport | Selejtező         | 32-es főtábla           | Nyolcaddöntő            | Negyeddöntő                | Elődöntő          | Vigaszág negyeddöntő | Vigaszág elődöntő | Bronz- mérkőzés   | Döntő             | Helyezés |
| Versenyző      | Versenyszám | Csoport | Ellenfél Eredmény | Ellenfél Eredmény       | Ellenfél Eredmény       | Ellenfél Eredmény          | Ellenfél Eredmény | Ellenfél Eredmény    | Ellenfél Eredmény | Ellenfél Eredmény | Ellenfél Eredmény | Helyezés |
| -------------- | ----------- | ------- | ----------------- | ----------------------- | ----------------------- | -------------------------- | ----------------- | -------------------- | ----------------- | ----------------- | ----------------- | -------- |
| Vladimír Novák | Nehézsúly   | B       |                   | Markku Airio (FIN) · GY | Klaus Wallas (AUT) · V  | kiesett                    | kiesett           |                      |                   |                   |                   | 12.      |
| Vladimír Novák | Nyílt       | A       |                   | Tom Greenway (CAN) · GY | James Wooley (USA) · GY | Sota Csocsisvili (URS) · V | kiesett           |                      |                   |                   |                   | 9.       |

## Evezés
Férfi
| Versenyző | Versenyszám              | Előfutam | Előfutam | Vigaszág | Vigaszág | Elődöntő | Elődöntő | Döntő | Döntő   | Döntő | Helyezés |
| Versenyző | Versenyszám              | Idő      | Hely.    | Idő      | Hely.    | Idő      | Hely.    | Típus | Idő     | Hely. | Helyezés |
| --- | ------------------------ | -------- | -------- | -------- | -------- | -------- | -------- | ----- | ------- | ----- | -------- |
| Josef Straka, Jr. Miroslav Laholík | Kétpárevezős             | 6:40,55  | 1.       | erőnyerő | erőnyerő | 6:25,02  | 4.       | B     | 7:23,49 | 4.    | 10.      |
| Miroslav Knapek Vojtěch Caska | Kormányos nélküli kettes | 6:56,50  | 1.       | erőnyerő | erőnyerő | 6:33,14  | 2.       | A     | 7:51,06 | 6.    | 6.       |
| Oldřich Svojanovský Pavel Svojanovský Ludvík Vébr (kormányos)                                                                                  | Kormányos kettes         | 7:34,03  | 1.       | erőnyerő | erőnyerő | 7:08,00  | 2.       | A     | 8:03,28 | 3.    |          |
| Jaroslav Hellebrand Václav Vochoska Zdeněk Pecka Vladek Lacina                                                                                 | Négypárevezős            | 5:49,21  | 1.       | erőnyerő | erőnyerő |          |          | A     | 6:21,77 | 3.    |          |
| Otakar Mareček Karel Neffe Milan Suchopár Vladimír Jánoš Vladimír Petříček (kormányos)                                                         | Kormányos négyes         | 6:47,57  | 1.       | erőnyerő | erőnyerő | 6:10,32  | 2.       | A     | 6:50,15 | 4.    | 4.       |
| Pavel Konvička Václav Mls Josef Plamínek Josef Pokorný Karel Mejta, Jr. Josef Neštický Lubomír Zapletal Miroslav Vraštil Jiří Pták (kormányos) | Nyolcas                  | 5:43,94  | 4.       | 5:43,81  | 2.       |          |          | A     | 6:14,29 | 6.    | 6.       |

Női
| Versenyző                                                                              | Versenyszám              | Előfutam | Előfutam | Vigaszág | Vigaszág | Döntő | Döntő   | Döntő | Helyezés |
| Versenyző                                                                              | Versenyszám              | Idő      | Hely.    | Idő      | Hely.    | Típus | Idő     | Hely. | Helyezés |
| -------------------------------------------------------------------------------------- | ------------------------ | -------- | -------- | -------- | -------- | ----- | ------- | ----- | -------- |
| Miluše Neffeová Zuzana Prokešová                                                       | Kétpárevezős             | 3:33,98  | 4.       | 3:49,39  | 4.       | B     | 4:03,66 | 2.    | 8.       |
| Oldřiška Pěkná Zdena Tichá                                                             | Kormányos nélküli kettes | 3:46,65  | 3.       | 4:01,18  | 3.       | B     | 4:05,10 | 3.    | 9.       |
| Anna Marešová Marie Bartáková Jarmila Pátková Hana Kavková Alena Svobodová (kormányos) | Kormányos négypárevezős  | 3:15,51  | 3.       | 3:26,75  | 2.       | A     | 3:42,53 | 5.    | 5.       |

## Kajak-kenu
Férfi
| Versenyző                                                        | Versenyszám         | Előfutam | Előfutam | Előfutam | Vigaszág | Vigaszág | Vigaszág | Elődöntő | Elődöntő | Elődöntő | Döntő   | Döntő    |
| Versenyző                                                        | Versenyszám         | Idő      | Hely.    | Össz.    | Idő      | Hely.    | Össz.    | Idő      | Hely.    | Össz.    | Idő     | Helyezés |
| ---------------------------------------------------------------- | ------------------- | -------- | -------- | -------- | -------- | -------- | -------- | -------- | -------- | -------- | ------- | -------- |
| Ladislav Souček                                                  | Kajak egyes 500 m   | 1:59,06  | 4.       | 10.      | 1:53,20  | 1.       | 1.       | 2:00,38  | 5.       | 14.      | kiesett | kiesett  |
| Ľubor Štark                                                      | Kajak egyes 1000 m  | 4:11,96  | 5.       | 16.      | 4:19,86  | 2.       | 8.       | 3:53,11  | 3.       | 10.      | 3:55,98 | 9.       |
| Zdeněk Bohutínský Ladislav Souček                                | Kajak kettes 1000 m | 3:35,11  | 2.       | 7.       | erőnyerő | erőnyerő | erőnyerő | 3:35,76  | 4.       | 15.      | kiesett | kiesett  |
| Vladimír Dolejš Viktor Podloucký Jiří Svoboda Jindřich Wybraniec | Kajak négyes 1000 m | 3:18,03  | 6.       | 14.      | 3:10,62  | 3.       | 5.       | 3:18,71  | 5.       | 14.      | kiesett | kiesett  |
| Jiří Čtvrtečka Tomáš Šach                                        | Kenu kettes 500 m   | 2:09,37  | 6.       | 14.      | 1:56,02  | 1.       | 4.       | 1:51,83  | 3.       | 8.       | 1:50,85 | 8.       |
| Jiří Čtvrtečka Tomáš Šach                                        | Kenu kettes 1000 m  | 3:54,06  | 2.       | 7.       | erőnyerő | erőnyerő | erőnyerő | 4:12,24  | 3.       | 11.      | 4:01,48 | 6.       |

Női
| Versenyző                                       | Versenyszám        | Előfutam | Előfutam | Előfutam | Vigaszág | Vigaszág | Vigaszág | Elődöntő | Elődöntő | Elődöntő | Döntő   | Döntő    |
| Versenyző                                       | Versenyszám        | Idő      | Hely.    | Össz.    | Idő      | Hely.    | Össz.    | Idő      | Hely.    | Össz.    | Idő     | Helyezés |
| ----------------------------------------------- | ------------------ | -------- | -------- | -------- | -------- | -------- | -------- | -------- | -------- | -------- | ------- | -------- |
| Anastázie Hajná-Fridrichová                     | Kajak egyes 500 m  | 2:16,43  | 5.       | 9.       | 2:10,22  | 1.       | 2.       | 2:10,31  | 2.       | 7.       | 2:06,72 | 6.       |
| Anastázie Hajná-Fridrichová Jindřiška Řeháčková | Kajak kettes 500 m | 1:59,45  | 5.       | 7.       | 1:58,97  | 3.       | 3.       | 1:56,45  | 3.       | 9.       | 1:59,65 | 9.       |

## Kerékpározás

### Országúti kerékpározás
Férfi
| Versenyző                                                   | Versenyszám     | Idő             | Helyezés      |
| ----------------------------------------------------------- | --------------- | --------------- | ------------- |
| Petr Bucháček                                               | Mezőnyverseny   | 4:54:26 (+7:34) | 41.           |
| Petr Matoušek                                               | Mezőnyverseny   | nem ért célba   | nem ért célba |
| Vlastimil Moravec                                           | Mezőnyverseny   | 4:49:01 (+2:09) | 13.           |
| Vladimír Vondráček                                          | Mezőnyverseny   | nem ért célba   | nem ért célba |
| Petr Bucháček Petr Matoušek Milan Puzrla Vladimír Vondráček | Csapat időfutam | 2:12:56 (+4:03) | 5.            |

### Pálya-kerékpározás
Sprintverseny
| Versenyző  | Versenyszám  | 1. forduló                  | 1. forduló | Vigaszág             | Vigaszág | Nyolcaddöntő                                       | Nyolcaddöntő | Vigaszág selejtező     | Vigaszág selejtező | Vigaszág döntő       | Vigaszág döntő | Negyeddöntő                         | 5–8. helyért           | 5–8. helyért | Elődöntő                                        | Döntő                                      | Helyezés |
| Versenyző  | Versenyszám  | Ellenfél Győztes idő        | Hely.      | Ellenfél Győztes idő | Hely.    | Ellenfelek Győztes idő                             | Hely.        | Ellenfelek Győztes idő | Hely.              | Ellenfél Győztes idő | Hely.          | Ellenfél Győztes idő                | Ellenfelek Győztes idő | Hely.        | Ellenfél Győztes idő                            | Ellenfél Győztes idő                       | Helyezés |
| ---------- | ------------ | --------------------------- | ---------- | -------------------- | -------- | -------------------------------------------------- | ------------ | ---------------------- | ------------------ | -------------------- | -------------- | ----------------------------------- | ---------------------- | ------------ | ----------------------------------------------- | ------------------------------------------ | -------- |
| Anton Tkáč | Férfi egyéni | Stanley Smith (BAR) · 11,19 | 1.         |                      |          | Gordon Singleton (CAN) · Trevor Gadd (GBR) · 11,69 | 1.           |                        |                    |                      |                | Niels Fredborg (DEN) · 11,53, 11,69 |                        |              | Hans-Jürgen Geschke (GDR) · 11,24, 11,65, 11,13 | Daniel Morelon (FRA) · 10,78, 11,58, 11,17 |          |

Időfutam
| Versenyző        | Versenyszám  | Idő      | Helyezés |
| ---------------- | ------------ | -------- | -------- |
| Miroslav Vymazal | Férfi egyéni | 1:08,173 | 9.       |

Üldözőversenyek
| Versenyző                                          | Versenyszám  | Selejtező | Selejtező | Nyolcaddöntő                   | Nyolcaddöntő | Nyolcaddöntő | Negyeddöntő                                                                         | Negyeddöntő | Negyeddöntő | Elődöntő     | Elődöntő  | Elődöntő | Döntő        | Döntő     | Helyezés |
| Versenyző                                          | Versenyszám  | Idő       | Hely.     | Ellenfél Idő                   | Saját idő    | Hely.        | Ellenfél Idő                                                                        | Saját idő   | Hely.       | Ellenfél Idő | Saját idő | Hely.    | Ellenfél Idő | Saját idő | Helyezés |
| -------------------------------------------------- | ------------ | --------- | --------- | ------------------------------ | ------------ | ------------ | ----------------------------------------------------------------------------------- | ----------- | ----------- | ------------ | --------- | -------- | ------------ | --------- | -------- |
| Michal Klasa                                       | Férfi egyéni | 4:56,42   | 10.       | Jan Jankiewicz (POL) · 4:54,94 | 4:49,84      | 6.           | Herman Ponsteen (NED) · 4:48,97                                                     | 4:53,28     | 8.          | kiesett      | kiesett   | kiesett  | kiesett      | kiesett   | 8.       |
| Zdeněk Dohnal Michal Klasa Petr Kocek Jiří Pokorný | Férfi csapat | 4:27,43   | 6.        |                                |              |              | NSZK (FRG) · Gregor Braun · Hans Lutz · Günther Schumacher · Peter Vonhof · 4:20,10 | 4:30,11     | 5.          | kiesett      | kiesett   | kiesett  | kiesett      | kiesett   | 5.       |

## Kézilabda

### Férfi
| Csehszlovák férfi kézilabdacsapat-játékoskeret                                                               | Csehszlovák férfi kézilabdacsapat-játékoskeret                                                                  |
| --- | --- |
| - Bohumil Cepák - Jozef Dobrotka - Vladimír Haber - Jiří Hanzl - Vladimír Jarý - Štefan Katušák - Jiří Kavan | - Jindřich Krepindl - Jiří Liška - Pavel Mikeš - Ján Packa - Jaroslav Papiernik - Ivan Satrapa - František Šulc |

#### Eredmények
Csoportkör
B csoport
| Csapat                 | M                               | Gy                              | D                               | V                               | G+                              | G–                              | Gk                              | P                               |
| ---------------------- | ------------------------------- | ------------------------------- | ------------------------------- | ------------------------------- | ------------------------------- | ------------------------------- | ------------------------------- | ------------------------------- |
| Románia (ROU)          | 4                               | 3                               | 1                               | 0                               | 91                              | 71                              | +20                             | 7                               |
| Lengyelország (POL)    | 4                               | 3                               | 0                               | 1                               | 80                              | 71                              | +9                              | 6                               |
| Magyarország (HUN)     | 4                               | 2                               | 0                               | 2                               | 92                              | 82                              | +10                             | 4                               |
| Csehszlovákia (TCH)    | 4                               | 1                               | 1                               | 2                               | 85                              | 82                              | +3                              | 3                               |
| Egyesült Államok (USA) | 4                               | 0                               | 0                               | 4                               | 80                              | 122                             | –42                             | 0                               |
| Tunézia (TUN)          | Két mérkőzés után visszalépett. | Két mérkőzés után visszalépett. | Két mérkőzés után visszalépett. | Két mérkőzés után visszalépett. | Két mérkőzés után visszalépett. | Két mérkőzés után visszalépett. | Két mérkőzés után visszalépett. | Két mérkőzés után visszalépett. |

| 1976. július 18. | Csehszlovákia (TCH) | 28 – 20 | Egyesült Államok (USA) | Québec |
| 1976. július 18. | Jarý 5              | (15–13) | Abrahamson 7           | Québec |
| 1976. július 18. |                     |         |                        | Québec |

| 1976. július 20. | Csehszlovákia (TCH) | 21 – 9 | Tunézia (TUN) | Montréal |
| 1976. július 20. |                     |        |               | Montréal |
| 1976. július 20. |                     |        |               | Montréal |

| 1976. július 22. | Lengyelország (POL) | 21 – 18 | Csehszlovákia (TCH) | Québec |
| 1976. július 22. | Melcer, Gmyrek 5    | (8–7)   | Mikeš 6             | Québec |
| 1976. július 22. |                     |         |                     | Québec |

| 1976. július 24. | Románia (ROU) | 19 – 19 | Csehszlovákia (TCH) | Sherbrooke |
| 1976. július 24. | Birtalan 7    | (13–10) | három játékos 4     | Sherbrooke |
| 1976. július 24. |               |         |                     | Sherbrooke |

| 1976. július 26. | Csehszlovákia (TCH) | 20 – 22 | Magyarország (HUN) | Montréal |
| 1976. július 26. | Mikeš 7             | (11–10) | Vass 7             | Montréal |
| 1976. július 26. |                     |         |                    | Montréal |

A 7. helyért
| 1976. július 27. | Dánia (DEN)          | 21 – 25 | Csehszlovákia (TCH) | Montréal |
| 1976. július 27. | Dahl-Nielsen, Bock 4 | (13–11) | három játékos 5     | Montréal |
| 1976. július 27. |                      |         |                     | Montréal |

| Csapat              | Helyezés |
| ------------------- | -------- |
| Csehszlovákia (TCH) | 7.       |

## Kosárlabda

### Férfi
| Csehszlovák férfi kosárlabdacsapat-játékoskeret                                                   | Csehszlovák férfi kosárlabdacsapat-játékoskeret                                                     |
| ------------------------------------------------------------------------------------------------- | --------------------------------------------------------------------------------------------------- |
| - Kamil Brabenec - Zdeněk Douša - Gustav Hraška - Jaroslav Kantůrek - Jiří Konopásek - Zdeněk Kos | - Stano Kropilák - Vladimír Padrta - Vojtěch Petr - Jiří Pospíšil - Vladimír Ptáček - Justin Sedlák |

#### Eredmények
Csoportkör
B csoport
| Csapat                 | M | Gy | V | P+  | P–  | Pk  | P  |
| ---------------------- | - | -- | - | --- | --- | --- | -- |
| Egyesült Államok (USA) | 5 | 5  | 0 | 394 | 349 | +45 | 10 |
| Jugoszlávia (YUG)      | 5 | 4  | 1 | 364 | 343 | +21 | 9  |
| Olaszország (ITA)      | 5 | 3  | 2 | 347 | 344 | +3  | 8  |
| Csehszlovákia (TCH)    | 5 | 2  | 3 | 418 | 406 | +12 | 7  |
| Puerto Rico (PUR)      | 5 | 1  | 4 | 321 | 363 | –42 | 6  |
| Egyiptom (EGY)         | 1 | 0  | 1 | 64  | 103 | –39 | 1  |

| 1976. július 18. | Egyiptom (EGY) | 64 – 103 | Csehszlovákia (TCH) |  |
| 1976. július 18. | (32–55)        |          |                     |  |

Egyiptom egy mérkőzés után az afrikai országok bojkottjának támogatása miatt visszalépett a további küzdelmektől.
| 1976. július 20. | Jugoszlávia (YUG) | 99 – 81 | Csehszlovákia (TCH) |  |
| 1976. július 20. | (51–43)           |         |                     |  |

| 1976. július 21. | Csehszlovákia (TCH) | 69 – 79 | Olaszország (ITA) |  |
| 1976. július 21. | (34–40)             |         |                   |  |

| 1976. július 22. | Csehszlovákia (TCH) | 89 – 83 | Puerto Rico (PUR) |  |
| 1976. július 22. | (50–42)             |         |                   |  |

| 1976. július 24. | Egyesült Államok (USA) | 81 – 76 | Csehszlovákia (TCH) |  |
| 1976. július 24. | (46–36)                |         |                     |  |

Az 5–8. helyért
| 1976. július 25. | Kuba (CUB) | 76 – 91 | Csehszlovákia (TCH) |  |
| 1976. július 25. | (38–46)    |         |                     |  |

Az 5. helyért
| 1976. július 27. | Olaszország (ITA) | 98 – 75 | Csehszlovákia (TCH) |  |
| 1976. július 27. | (46–46)           |         |                     |  |

| Csapat              | Helyezés |
| ------------------- | -------- |
| Csehszlovákia (TCH) | 6.       |

### Női
| Csehszlovák női kosárlabdacsapat-játékoskeret                                                                | Csehszlovák női kosárlabdacsapat-játékoskeret                                                                   |
| --- | --- |
| - Martina Babková - Ľudmila Chmelíková - Pavla Davidová - Hana Doušová - Ivana Kořinková - Ľudmila Králiková | - Božena Miklošovičová - Lenka Nechvátalová - Marta Pechová - Yvetta Polláková - Dana Ptáčková - Vlasta Vrbková |

#### Eredmények
Csoportkör
| 1976. július 19. | Csehszlovákia (TCH) | 66 – 67 | Bulgária (BUL) |  |
| 1976. július 19. | (36–33)             |         |                |  |

| 1976. július 20. | Csehszlovákia (TCH) | 75 – 88 | Szovjetunió (URS) |  |
| 1976. július 20. | (31–43)             |         |                   |  |

| 1976. július 22. | Japán (JPN) | 62 – 76 | Csehszlovákia (TCH) |  |
| 1976. július 22. | (26–32)     |         |                     |  |

| 1976. július 23. | Kanada (CAN) | 59 – 67 | Csehszlovákia (TCH) |  |
| 1976. július 23. | (33–37)      |         |                     |  |

| 1976. július 26. | Egyesült Államok (USA) | 83 – 67 | Csehszlovákia (TCH) |  |
| 1976. július 26. | (37–37)                |         |                     |  |

Végeredmény
| Helyezés | Csapat                 | M | Gy | V | P+  | P–  | Pk   | P  |
| -------- | ---------------------- | - | -- | - | --- | --- | ---- | -- |
| Arany    | Szovjetunió (URS)      | 5 | 5  | 0 | 504 | 346 | +158 | 10 |
| Ezüst    | Egyesült Államok (USA) | 5 | 3  | 2 | 415 | 417 | –2   | 8  |
| Bronz    | Bulgária (BUL)         | 5 | 3  | 2 | 365 | 377 | –12  | 8  |
| 4.       | Csehszlovákia (TCH)    | 5 | 2  | 3 | 351 | 359 | –8   | 7  |
| 5.       | Japán (JPN)            | 5 | 2  | 3 | 405 | 400 | +5   | 7  |
| 6.       | Kanada (CAN)           | 5 | 0  | 5 | 336 | 477 | –141 | 5  |

| Csapat              | Helyezés |
| ------------------- | -------- |
| Csehszlovákia (TCH) | 4.       |

## Műugrás
Női
| Versenyző       | Versenyszám        | Selejtező | Selejtező | Döntő   | Döntő    |
| Versenyző       | Versenyszám        | Pont      | Helyezés  | Pont    | Helyezés |
| --------------- | ------------------ | --------- | --------- | ------- | -------- |
| Milena Duchková | Egyéni toronyugrás | 300,63    | 22.       | kiesett | kiesett  |

## Öttusa
| Versenyző                              | Versenyszám | Lovaglás | Lovaglás | Lovaglás | Lovaglás | Vívás    | Vívás | Vívás | Lövészet | Lövészet | Lövészet | Úszás   | Úszás | Úszás | Futás   | Futás | Futás | Összesen    | Összesen |
| Versenyző                              | Versenyszám | Idő      | Bünt.    | Pont     | Hely.    | Eredmény | Pont  | Hely. | Pontszám | Pont     | Hely.    | Idő     | Pont  | Hely. | Idő     | Pont  | Hely. | Összes pont | Helyezés |
| -------------------------------------- | ----------- | -------- | -------- | -------- | -------- | -------- | ----- | ----- | -------- | -------- | -------- | ------- | ----- | ----- | ------- | ----- | ----- | ----------- | -------- |
| Jiří Adam                              | Egyéni      | 2:20,4   | 306      | 794      | 44.      | 28–17    | 904   | 7.    | 198      | 1088     | 1.       | 3:45,49 | 1072  | 36.   | 14:15,0 | 1000  | 45.   | 4858        | 29.      |
| Jan Bártů                              | Egyéni      | 1:48,3   | 0        | 1100     | 7.       | 31–14    | 976   | 3.    | 196      | 1044     | 5.       | 3:31,40 | 1184  | 13.   | 13:21,7 | 1162  | 23.   | 5466        |          |
| Bohumil Starnovský                     | Egyéni      | 1:41,3   | 32       | 1068     | 16.      | 25–20    | 832   | 13.*  | 188      | 868      | 28.      | 3:36,43 | 1144  | 20.   | 13:27,6 | 1144  | 26.   | 5056        | 17.      |
| Jiří Adam Jan Bártů Bohumil Starnovský | Csapat      |          |          | 2962     | 10.      |          | 2783  | 1.    |          | 3000     | 1.       |         | 3400  | 8.    |         | 3306  | 12.   | 15451       |          |

* - három másik versenyzővel azonos eredményt ért el

## Röplabda

### Férfi
| Csehszlovák férfi röplabdacsapat-játékoskeret                                                              | Csehszlovák férfi röplabdacsapat-játékoskeret                                                    |
| --- | ------------------------------------------------------------------------------------------------ |
| - Drahomír Koudelka - Vlastimil Lenert - Josef Mikunda - Miroslav Nekola - Jaroslav Penc - Vladimír Petlák | - Štefan Pipa - Pavel Řeřábek - Milan Šlambor - Jaroslav Stančo - Jaroslav Tomáš - Josef Vondrka |

#### Eredmények
Csoportkör
A csoport
|                     |      | Mérkőzések | Mérkőzések | Szettek | Szettek | Szettek | Pontok | Pontok | Pontok |
| Csapat              | Pont | Gy         | V          | Sz+     | Sz–     | SzA     | P+     | P–     | PA     |
| ------------------- | ---- | ---------- | ---------- | ------- | ------- | ------- | ------ | ------ | ------ |
| Lengyelország (POL) | 8    | 4          | 0          | 12      | 5       | 2,400   | 235    | 172    | 1,366  |
| Kuba (CUB)          | 7    | 3          | 1          | 11      | 4       | 2,750   | 208    | 142    | 1,465  |
| Csehszlovákia (TCH) | 6    | 2          | 2          | 8       | 7       | 1,143   | 182    | 177    | 1,028  |
| Dél-Korea (KOR)     | 5    | 1          | 3          | 6       | 9       | 0,667   | 146    | 187    | 0,781  |
| Kanada (CAN)        | 4    | 0          | 4          | 0       | 12      | 0,000   | 88     | 181    | 0,486  |

| 1976. július 18. 13:00 | Csehszlovákia (TCH)  | 3 – 0 | Kanada (CAN) |  |
| 1976. július 18. 13:00 | (15–4, 16–14, 15–11) |       |              |  |

| 1976. július 19. 21:00 | Kuba (CUB)                | 3 – 1 | Csehszlovákia (TCH) |  |
| 1976. július 19. 21:00 | (15–6, 10–15, 15–5, 15–6) |       |                     |  |

| 1976. július 23. 21:30 | Csehszlovákia (TCH)        | 1 – 3 | Lengyelország (POL) |  |
| 1976. július 23. 21:30 | (15–8, 11–15, 5–15, 14–16) |       |                     |  |

| 1976. július 25. 13:00 | Dél-Korea (KOR)           | 1 – 3 | Csehszlovákia (TCH) |  |
| 1976. július 25. 13:00 | (9–15, 9–15, 16–14, 5–15) |       |                     |  |

Az 5–8. helyért
| 1976. július 26. 21:30 | Csehszlovákia (TCH) | 3 – 0 | Olaszország (ITA) |  |
| 1976. július 26. 21:30 | (15–7, 15–8, 15–7)  |       |                   |  |

Az 5. helyért
| 1976. július 27. 20:20 | Csehszlovákia (TCH)       | 3 – 1 | Dél-Korea (KOR) |  |
| 1976. július 27. 20:20 | (15–9, 10–15, 15–2, 15–9) |       |                 |  |

| Csapat              | Helyezés |
| ------------------- | -------- |
| Csehszlovákia (TCH) | 5.       |

## Sportlövészet
Nyílt
| Versenyző       | Versenyszám           | Pont | Helyezés |
| --------------- | --------------------- | ---- | -------- |
| Vladimír Hurt   | Gyorstüzelő pisztoly  | 591  | 12.      |
| Vladimír Hyka   | Gyorstüzelő pisztoly  | 586  | 20.      |
| Ivan Némethy    | Szabadpisztoly        | 552  | 14.      |
| Miroslav Štefan | Szabadpisztoly        | 537  | 35.      |
| Karel Bulan     | Sportpuska, fekvő     | 590  | 20.      |
| Jiří Vogler     | Sportpuska, fekvő     | 591  | 12.      |
| Petr Kovářík    | Sportpuska, összetett | 1139 | 20.      |
| Antonín Schwarz | Sportpuska, összetett | 1136 | 27.      |
| Josef Panáček   | Skeet                 | 198  |          |
| Pavel Pulda     | Skeet                 | 192  | 14.      |

## Súlyemelés
| Versenyző       | Versenyszám | Szakítás                 | Szakítás                 | Lökés                    | Lökés                    | Összesen | Helyezés |
| Versenyző       | Versenyszám | Eredmény                 | Helyezés                 | Eredmény                 | Helyezés                 | Összesen | Helyezés |
| --------------- | ----------- | ------------------------ | ------------------------ | ------------------------ | ------------------------ | -------- | -------- |
| Boleslav Pachol | 52 kg       | 95,0                     | 9.                       | 122,5                    | 8.                       | 217,5    | 7.       |
| Karel Prohl     | 56 kg       | érvényes kísérlet nélkül | érvényes kísérlet nélkül | kiesett                  | kiesett                  | kiesett  | kiesett  |
| Dušan Drška     | 67,5 kg     | 127,5                    | 6.*                      | érvényes kísérlet nélkül | érvényes kísérlet nélkül | kiesett  | kiesett  |
| Ondrej Hekel    | 75 kg       | 140,0                    | 5.*                      | 172,5                    | 8.                       | 312,5    | 7.       |
| Rudolf Strejček | 110 kg      | 162,5                    | 5.                       | 200,0                    | 9.                       | 362,5    | 8.       |
| Ján Nagy        | +110 kg     | 160,0                    | 6.                       | 227,5                    | 3.                       | 387,5    | 4.       |
| Petr Pavlásek   | +110 kg     | kizárták                 | kizárták                 | kizárták                 | kizárták                 | kizárták | kizárták |

* - egy másik versenyzővel azonos eredményt ért el

## Torna
Férfi
| Versenyző                                                                                        | Versenyszám      | Selejtező | Selejtező | Döntő    | Döntő    |
| Versenyző                                                                                        | Versenyszám      | Pontszám  | Helyezés  | Pontszám | Helyezés |
| ------------------------------------------------------------------------------------------------ | ---------------- | --------- | --------- | -------- | -------- |
| Dimitrios Janulidis                                                                              | Talaj            | 17,90     | 50.       | kiesett  | kiesett  |
| Dimitrios Janulidis                                                                              | Ugrás            | 18,75     | 30.       | kiesett  | kiesett  |
| Dimitrios Janulidis                                                                              | Korlát           | 17,55     | 72.       | kiesett  | kiesett  |
| Dimitrios Janulidis                                                                              | Nyújtó           | 17,05     | 81.       | kiesett  | kiesett  |
| Dimitrios Janulidis                                                                              | Gyűrű            | 18,60     | 36.       | kiesett  | kiesett  |
| Dimitrios Janulidis                                                                              | Lólengés         | 18,10     | 54.       | kiesett  | kiesett  |
| Dimitrios Janulidis                                                                              | Egyéni összetett | 107,95    | 60.       | kiesett  | kiesett  |
| Vladislav Nehasil                                                                                | Talaj            | 17,65     | 61.       | kiesett  | kiesett  |
| Vladislav Nehasil                                                                                | Ugrás            | 18,65     | 37.       | kiesett  | kiesett  |
| Vladislav Nehasil                                                                                | Korlát           | 18,35     | 33.       | kiesett  | kiesett  |
| Vladislav Nehasil                                                                                | Nyújtó           | 18,40     | 46.       | kiesett  | kiesett  |
| Vladislav Nehasil                                                                                | Gyűrű            | 18,00     | 62.       | kiesett  | kiesett  |
| Vladislav Nehasil                                                                                | Lólengés         | 17,85     | 61.       | kiesett  | kiesett  |
| Vladislav Nehasil                                                                                | Egyéni összetett | 108,90    | 52.       | kiesett  | kiesett  |
| Miloslav Netušil                                                                                 | Talaj            | 17,65     | 61.       | kiesett  | kiesett  |
| Miloslav Netušil                                                                                 | Ugrás            | 17,75     | 82.       | kiesett  | kiesett  |
| Miloslav Netušil                                                                                 | Korlát           | 19,05     | 8.        | 19,125   | 5.       |
| Miloslav Netušil                                                                                 | Nyújtó           | 18,30     | 49.       | kiesett  | kiesett  |
| Miloslav Netušil                                                                                 | Gyűrű            | 18,55     | 42.       | kiesett  | kiesett  |
| Miloslav Netušil                                                                                 | Lólengés         | 18,45     | 34.       | kiesett  | kiesett  |
| Miloslav Netušil                                                                                 | Egyéni összetett | 109,75    | 38.*      | 110,225  | 25.      |
| Jiří Tabák                                                                                       | Talaj            | 18,70     | 20.       | kiesett  | kiesett  |
| Jiří Tabák                                                                                       | Ugrás            | 19,10     | 7.        | kiesett  | kiesett  |
| Jiří Tabák                                                                                       | Korlát           | 16,30     | 86.       | kiesett  | kiesett  |
| Jiří Tabák                                                                                       | Nyújtó           | 18,20     | 53.       | kiesett  | kiesett  |
| Jiří Tabák                                                                                       | Gyűrű            | 18,60     | 36.       | kiesett  | kiesett  |
| Jiří Tabák                                                                                       | Lólengés         | 18,50     | 32.       | kiesett  | kiesett  |
| Jiří Tabák                                                                                       | Egyéni összetett | 109,40    | 44.*      | 111,300  | 20.      |
| Gustav Tannenberger                                                                              | Talaj            | 18,15     | 39.       | kiesett  | kiesett  |
| Gustav Tannenberger                                                                              | Ugrás            | 18,40     | 54.       | kiesett  | kiesett  |
| Gustav Tannenberger                                                                              | Korlát           | 18,55     | 27.       | kiesett  | kiesett  |
| Gustav Tannenberger                                                                              | Nyújtó           | 18,60     | 37.       | kiesett  | kiesett  |
| Gustav Tannenberger                                                                              | Gyűrű            | 18,05     | 60.       | kiesett  | kiesett  |
| Gustav Tannenberger                                                                              | Lólengés         | 18,65     | 28.       | kiesett  | kiesett  |
| Gustav Tannenberger                                                                              | Egyéni összetett | 110,40    | 33.       | 111,750  | 18.      |
| Jan Zoulík                                                                                       | Talaj            | 18,00     | 46.       | kiesett  | kiesett  |
| Jan Zoulík                                                                                       | Ugrás            | 18,15     | 66.       | kiesett  | kiesett  |
| Jan Zoulík                                                                                       | Korlát           | 17,60     | 70.       | kiesett  | kiesett  |
| Jan Zoulík                                                                                       | Nyújtó           | 17,50     | 69.       | kiesett  | kiesett  |
| Jan Zoulík                                                                                       | Gyűrű            | 17,75     | 67.       | kiesett  | kiesett  |
| Jan Zoulík                                                                                       | Lólengés         | 18,35     | 41.       | kiesett  | kiesett  |
| Jan Zoulík                                                                                       | Egyéni összetett | 107,35    | 63.       | kiesett  | kiesett  |
| Dimitrios Janulidis Vladislav Nehasil Miloslav Netušil Jiří Tabák Gustav Tannenberger Jan Zoulík | Csapat összetett |           |           | 550,15   | 9.       |

Női
| Versenyző                                                                                         | Versenyszám      | Selejtező | Selejtező | Döntő    | Döntő    |
| Versenyző                                                                                         | Versenyszám      | Pontszám  | Helyezés  | Pontszám | Helyezés |
| ------------------------------------------------------------------------------------------------- | ---------------- | --------- | --------- | -------- | -------- |
| Alena Černáková                                                                                   | Talaj            | 18,85     | 30.       | kiesett  | kiesett  |
| Alena Černáková                                                                                   | Ugrás            | 18,85     | 28.       | kiesett  | kiesett  |
| Alena Černáková                                                                                   | Felemás korlát   | 18,65     | 51.       | kiesett  | kiesett  |
| Alena Černáková                                                                                   | Gerenda          | 18,20     | 40.       | kiesett  | kiesett  |
| Alena Černáková                                                                                   | Egyéni összetett | 74,55     | 40.       | kiesett  | kiesett  |
| Ingrid Holkovičová                                                                                | Talaj            | 19,00     | 19.       | kiesett  | kiesett  |
| Ingrid Holkovičová                                                                                | Ugrás            | 18,90     | 25.       | kiesett  | kiesett  |
| Ingrid Holkovičová                                                                                | Felemás korlát   | 18,95     | 35.       | kiesett  | kiesett  |
| Ingrid Holkovičová                                                                                | Gerenda          | 18,75     | 20.       | kiesett  | kiesett  |
| Ingrid Holkovičová                                                                                | Egyéni összetett | 75,60     | 23.       | 75,750   | 16.      |
| Jana Knopová                                                                                      | Talaj            | 19,15     | 14.       | kiesett  | kiesett  |
| Jana Knopová                                                                                      | Ugrás            | 18,55     | 44.       | kiesett  | kiesett  |
| Jana Knopová                                                                                      | Felemás korlát   | 19,00     | 33.       | kiesett  | kiesett  |
| Jana Knopová                                                                                      | Gerenda          | 18,40     | 33.       | kiesett  | kiesett  |
| Jana Knopová                                                                                      | Egyéni összetett | 75,10     | 28.       | 75,800   | 15.      |
| Anna Pohludková                                                                                   | Talaj            | 19,45     | 5.        | 19,575   | 4.       |
| Anna Pohludková                                                                                   | Ugrás            | 18,70     | 34.       | kiesett  | kiesett  |
| Anna Pohludková                                                                                   | Felemás korlát   | 19,25     | 22.       | kiesett  | kiesett  |
| Anna Pohludková                                                                                   | Gerenda          | 19,05     | 10.       | kiesett  | kiesett  |
| Anna Pohludková                                                                                   | Egyéni összetett | 76,45     | 16.       | 76,775   | 10.      |
| Eva Pořádková                                                                                     | Talaj            | 19,15     | 14.       | kiesett  | kiesett  |
| Eva Pořádková                                                                                     | Ugrás            | 19,05     | 17.       | kiesett  | kiesett  |
| Eva Pořádková                                                                                     | Felemás korlát   | 18,45     | 61.       | kiesett  | kiesett  |
| Eva Pořádková                                                                                     | Gerenda          | 18,40     | 33.       | kiesett  | kiesett  |
| Eva Pořádková                                                                                     | Egyéni összetett | 75,05     | 29.**     | kiesett  | kiesett  |
| Drahomíra Smolíková                                                                               | Talaj            | 18,95     | 24.       | kiesett  | kiesett  |
| Drahomíra Smolíková                                                                               | Ugrás            | 18,40     | 56.       | kiesett  | kiesett  |
| Drahomíra Smolíková                                                                               | Felemás korlát   | 19,25     | 22.       | kiesett  | kiesett  |
| Drahomíra Smolíková                                                                               | Gerenda          | 18,45     | 27.       | kiesett  | kiesett  |
| Drahomíra Smolíková                                                                               | Egyéni összetett | 75,05     | 29.**     | kiesett  | kiesett  |
| Alena Černáková Ingrid Holkovičová Jana Knopová Anna Pohludková Eva Pořádková Drahomíra Smolíková | Csapat összetett |           |           | 378,25   | 5.       |

* - egy másik versenyzővel azonos eredményt ért el

** - két másik versenyzővel azonos eredményt ért el

## Úszás
Férfi
| Versenyző      | Versenyszám    | Előfutam | Előfutam | Előfutam | Elődöntő | Elődöntő | Elődöntő | Döntő   | Döntő    |
| Versenyző      | Versenyszám    | Idő      | Hely.    | Össz.    | Idő      | Hely.    | Össz.    | Idő     | Helyezés |
| -------------- | -------------- | -------- | -------- | -------- | -------- | -------- | -------- | ------- | -------- |
| Miloslav Roľko | 100 m hát      | 1:00,41  | 3.       | 19.      | kiesett  | kiesett  | kiesett  | kiesett | kiesett  |
| Miloslav Roľko | 200 m hát      | 2:05,33  | 2.       | 6.       |          |          |          | 2:05,81 | 6.       |
| Miloslav Roľko | 100 m pillangó | 57,79    | 3.       | 25.      | kiesett  | kiesett  | kiesett  | kiesett | kiesett  |
| Miloslav Roľko | 400 m vegyes   | 4:35,21  | 3.       | 14.      |          |          |          | kiesett | kiesett  |

## Vívás
Férfi
| Versenyző        | Versenyszám       | Selejtező | Selejtező | Selejtező | Selejtező | Selejtező | Selejtező | Főtábla                  | Főtábla           | Vigaszág                      | Vigaszág          | Vigaszág          | Döntő             | Döntő   | Helyezés |
| Versenyző        | Versenyszám       | 1. kör | 1. kör    | 2. kör | 2. kör    | 3. kör | 3. kör    | 1. kör                   | 2. kör            | 1. kör                        | 2. kör            | 3. kör            | Döntő             | Döntő   | Helyezés |
| Versenyző        | Versenyszám       | Ellenfél Eredmény | Hely.     | Ellenfél Eredmény | Hely.     | Ellenfél Eredmény | Hely.     | Ellenfél Eredmény        | Ellenfél Eredmény | Ellenfél Eredmény             | Ellenfél Eredmény | Ellenfél Eredmény | Ellenfél Eredmény | Hely.   | Helyezés |
| ---------------- | ----------------- | --- | --------- | --- | --------- | --- | --------- | ------------------------ | ----------------- | ----------------------------- | ----------------- | ----------------- | ----------------- | ------- | -------- |
| Jaroslav Jurka   | Tőr, egyéni       | H. csoport · Matthias Behr (FRG) · 4-5 · Kavacu Maszanori (JPN) · 2-5 · Ed Ballinger (USA) · 5-4 · Ahmed Akbari (IRI) · 5-3 · Omar Vergara (ARG) · 5-0 | 2.        | A. csoport · Christian Noël (FRA) · 2-5 · Vaszil Sztankovics (URS) · 3-5 · Kuki Péter (ROU) · 4-5 · Lech Koziejowski (POL) · 5-4 · Hossein Niknam (IRI) · 5-2  | 5.        | kiesett | kiesett   | kiesett                  | kiesett           | kiesett                       | kiesett           | kiesett           | kiesett           | kiesett | 27.      |
| František Koukal | Tőr, egyéni       | F. csoport · Somodi Lajos (HUN) · 3-5 · Patrice Gaille (SUI) · 5-3 · Graham Paul (GBR) · 5-4 · Thierry Soumagne (BEL) · 5-1 · Göran Malkar (SWE) · 5-1 | 2.        | B. csoport · Vlagyimir Gyenyiszov (URS) · 5-2 · Rob Bruniges (GBR) · 5-3 · Harald Hein (FRG) · 5-4 · Patrice Gaille (SUI) · 5-2 · Marty Lang (USA) · 5-3       | 1.        | A. csoport · Klaus Reichert (FRG) · 2-5 · Kuki Péter (ROU) · 4-5 · Greg Benko (AUS) · 3-5 · Marek Dąbrowski (POL) · 3-5 · Ed Ballinger (USA) · 5-3             | 6.        | kiesett                  | kiesett           | kiesett                       | kiesett           | kiesett           | kiesett           | kiesett | 19.      |
| Jaroslav Jurka   | Párbajtőr, egyéni | L. csoport · Paul Szabo (ROU) · 3-5 · Philippe Riboud (FRA) · 5-4 · Gilberto Peña (PUR) · 5-3 · Matthew Chan (HKG) · 5-0 · Fenyvesi Csaba (HUN) · 4-5  | 2.        | B. csoport · Rolf Edling (SWE) · 3-5 · François Suchanecki (SUI) · 3-5 · Nicola Granieri (ITA) · 5-3 · Herbert Lindner (AUT) · 5-1 · Edward Bourne (GBR) · 4-5 | 3.        | D. csoport · Fenyvesi Csaba (HUN) · 5-4 · Christian Kauter (SUI) · 5-4 · Nils Koppang (NOR) · 5-2 · Hans-Jürgen Hehn (FRG) · 3-5 · Aleksandr Bykov (URS) · 4-5 | 3.        | Rolf Edling (SWE) · 8-10 |                   | Philippe Boisse (FRA) · 10-10 | kiesett           | kiesett           | kiesett           | kiesett | 13.      |

Női
| Versenyző                | Versenyszám | Selejtező | Selejtező | Selejtező | Selejtező | Selejtező | Selejtező | Főtábla                   | Főtábla           | Vigaszág                   | Vigaszág          | Vigaszág          | Döntő csoport     | Döntő csoport | Helyezés |
| Versenyző                | Versenyszám | 1. kör | 1. kör    | 2. kör | 2. kör    | 3. kör | 3. kör    | 1. kör                    | 2. kör            | 1. kör                     | 2. kör            | 3. kör            | Döntő csoport     | Döntő csoport | Helyezés |
| Versenyző                | Versenyszám | Ellenfél Eredmény | Hely.     | Ellenfél Eredmény | Hely.     | Ellenfél Eredmény | Hely.     | Ellenfél Eredmény         | Ellenfél Eredmény | Ellenfél Eredmény          | Ellenfél Eredmény | Ellenfél Eredmény | Ellenfél Eredmény | Hely.         | Helyezés |
| ------------------------ | ----------- | --- | --------- | --- | --------- | --- | --------- | ------------------------- | ----------------- | -------------------------- | ----------------- | ----------------- | ----------------- | ------------- | -------- |
| Katarína Lokšová-Ráczová | Tőr, egyéni | B. csoport · Kerstin Palm (SWE) · 2-5 · Olga Knyazeva (URS) · 3-5 · Marie-Paule Van Eyck (BEL) · 5-3 · Nancy Uranga (CUB) · 5-2 | 3.        | B. csoport · Claudette Herbster-Josland (FRA) · 2-5 · Olga Knyazeva (URS) · 5-0 · Brigitte Oertel (FRG) · 5-2 · Krystyna Machnicka-Urbańska (POL) · 5-1 · Magdalena Bartoş (ROU) · 2-5 | 3.        | A. csoport · Stahl Jencsik Katalin (ROU) · 1-5 · Valentyina Szidorova (URS) · 4-5 · Grażyna Staszak-Makowska (POL) · 5-4 · Brigitte Oertel (FRG) · 5-4 · Clare Henley-Halsted (GBR) · 5-3 | 3.        | Olga Knyazeva (URS) · 3-8 |                   | Tordasi Ildikó (HUN) · 2-8 | kiesett           | kiesett           | kiesett           | kiesett       | 13.      |